# Pistolet Erma KGP-68/KGP-69
Erma KGP-68/KGP-68A/KGP-69 – niemieckie pistolety samopowtarzalne produkowane od końca lat 60. XX wieku.

## Historia
W 1968 roku firma Erma-Werke rozpoczęła produkcję pistoletu KGP-68. Podobnie jak produkowany od 1964 roku EP-22 pistolet był wzorowany na P.08. W przypadku KGP-68 podobieństwo do P.08 było znaczne większe. Broń podobnie jak P.08 działał na zasadzie krótkiego odrzutu lufy z kolankowym mechanizmem ryglowym. Pistolet zasilany był amunicją 7.65 mm Browning lub 9 mm Short. Odmianą tej broni był KGP-68A wyposażony w bezpiecznik magazynkowy. Dodanie bezpiecznika było związane z amerykańskimi przepisami (Gun Control Act of 1968). W 1969 roku rozpoczęto produkcję odmiany KGP-68A kalibru .22 Long Rifle, która otrzymała oznaczenie KGP-69. Zastąpiła ona w ofercie firmy Erma pistolet EP-22. W następnych latach zmieniono oznaczenie poszczególnych wersji pistoletu KGP-68A/69. Wersja kalibru 7,65 mm otrzymała oznaczenie KGP-32, 9 mm KGP-38, a .22 LR KGP-22. KGP-68 był także sprzedawany pod nazwą Beeman MP-08.